# Kabinett Otto
Das Kabinett Otto bildete vom 1. April 1889 bis zum 30. April 1911 die vom Regenten Albrecht von Preußen und seinem Nachfolger Johann Albrecht eingesetzte Landesregierung des Herzogtums Braunschweig.
Das Kabinett wurde neu gebildet, da der bisherige Vorsitzende Hermann von Görtz-Wrisberg am 22. Februar 1889 gestorben war. Der bisherige Innenminister Albert von Otto war sein Nachfolger. Da der Regent Albrecht von Preußen sich kaum für die Innenpolitik in Braunschweig interessierte, überließ er die Führung der politischen Geschäfte von Otto. Dieser vertrat in der Frage der zukünftigen Wiedereinsetzung der welfischen Dynastie eine ausgesprochen preußenfreundliche Position. Er war auf ein gutes Einvernehmen mit Preußen bedacht und unterdrückte alle welfischen Bestrebungen im Lande. Durch eine Militärkonvention mit Preußen wurden die braunschweigischen Streitkräfte der preußischen Aufsicht unterstellt. Im Übrigen war von Otto erfolgreich, die Verschuldung des Staates Braunschweig zu drosseln und bedeutende Industrie anzusiedeln.
Mit dem Amtsantritt des neuen Regenten Johann Albrecht 1907, der einer Wiedereinsetzung eines welfischen Thronprätendenten deutlich aufgeschlossener war, ergaben sich deutliche politische Differenzen mit von Otto, der dies ablehnte und 1911 schließlich seinen Abschied einreichte.
| Amt                                                                     | Name |
| Vorsitzender des Staatsministeriums Auswärtige Angelegenheiten Finanzen | Albert von Otto                                                                                            |
| Inneres                                                                 | Adolf Hartwieg                                                                                             |
| Justiz-, Kirchen- und Schulangelegenheiten                              | Wilhelm Spies, 1. April 1889 – 1. Januar 1900 August Trieps, 1. Januar 1900 – 1908 Carl von Wolff, ab 1908 |